# Acrocercops axinophora
Acrocercops axinophora là một loài bướm đêm thuộc họ Gracillariidae. Loài này có ở Tây Úc.